# Provincia Tamarugal
Tamarugal (Provincia de Tamarugal) este o provincie din regiunea Tarapacá, Chile, cu o populație de 20.053 locuitori (2012) și o suprafață de 39390,5 km2.